# Alycia J. Weinberger
Alycia J. Weinberger es miembro del equipo en el Instituto Carnegie de Washington. Es la ganadora del Premio Annie Jump Cannon en Astronomía en el año 2000, y la Medalla Dorada Vainu Bappu de la Sociedad Astronómica de India en el año 2000 (premiada en 2002).

## Publicaciones seleccionadas
- "Discos de desechos alrededor de estrellas cercanas con gas circunestelar" Roberge, A. & Weinberger, A. J. 2008, ApJ, en prensa (astro-ph/arXiv:0711.4561)
- "Materiales orgánicos complejos en el disco circunestelar de HR 4796A" Debes, J. H., Weinberger, A. J. & Schneider, G. 2007, Astrophysical Journal Letters., 673,L191
- "Estabilización del disco alrededor de Beta Pictoris por gas extremadamente rico en carbono" Roberge, A., Feldman, P. D., Weinberger, A. J., Deleuil, M., & Bouret, J.-C. 2006, Nature, 441, 724
- "Evolución de los discos circunestelares alrededor de las estrellas normales: poner nuestro sistema solar en contexto" Meyer, M. R., Backman, D. E., Weinberger, A. J. & Wyatt, M. C. 2006, en Protoestrellas y Planetas V (University of Arizona Press: Tucson), Ed. B. Reipurth, D. Jewitt & K. Keil ISBN 978-0-8165-2654-3